# 杉原薫
杉原 薫（すぎはら かおる、1948年8月3日 - ）は、日本の男性経済史家（アジア経済史）。大阪大学教授、京都大学教授、東京大学教授を歴任。定年後、政策研究大学院大学特別教授を経て、総合地球環境学研究所特任教授。
1980年代半ばに「アジア間貿易」論を提唱、その後のアジア経済史に大きな影響を及ぼす。近年ではグローバルヒストリーを中心とした研究を行う。1996年、東京大学より博士（経済学）（論題「アジア間貿易の形成と構造」）。
経済学者（経済学史研究）の杉原四郎は父、歴史学者の杉原達は弟である。妻は歴史学者の長崎暢子である。

## 略歴
- 1967年 甲陽学院高等学校卒業[2]
- 1971年 京都大学経済学部卒業
- 1974年 エディンバラ大学経済史学部留学（1975年まで）
- 1976年 東京大学大学院経済学研究科博士課程単位取得中退
- 1976年 丸紅ダブリン事務所勤務
- 1978年 大阪市立大学経済学部助手
- 1981年 大阪市立大学経済学部助教授
- 1985年 ロンドン大学東洋アフリカ研究学院 (SOAS) 歴史学部講師
- 1991年 ロンドン大学東洋アフリカ研究学院 (SOAS) 歴史学部上級講師
- 1996年 大阪大学経済学部教授、東京大学から博士（経済学）の学位を取得
- 1997年 大阪大学大学院経済学研究科教授
- 2006年 京都大学東南アジア研究所教授
- 2012年 東京大学大学院経済学研究科教授
- 2013年 定年退職、政策研究大学院大学政策研究科教授
- 2014年 政策研究大学院大学政策研究科特別教授
- 2016年 総合地球環境学研究所特任教授

## 受賞歴
1996年『アジア間貿易の形成と構造』、日本経済新聞経済図書文化賞、サントリー学芸賞受章。2021年、『世界史のなかの東アジアの奇跡』により、第33回アジア・太平洋賞大賞を受賞。

## 著書

### 単著
- 『アジア間貿易の形成と構造』（ミネルヴァ書房, 1996年）
- 『アジア太平洋経済圏の興隆』（大阪大学出版会, 2003年）
- 『世界史のなかの東アジアの奇跡』（名古屋大学出版会, 2020年）

### 共著
- （宮本又郎・服部民夫・近藤光男・加護野忠男・猪木武徳・竹内洋）『日本型資本主義――どうなるどうする戦略と組織と人材』（有斐閣, 2003年）

### 編著
- Japan, China, and the Growth of the Asian International Economy, 1850-1949, (Oxford University Press, 2005).

### 共編著
- （玉井金五）『世界資本主義と非白人労働』（大阪市立大学経済学会, 1983年）
- （玉井金五）『大正・大阪・スラム――もうひとつの日本近代史』（新評論, 1986年／増補版, 1996年）
- Japan in the Contemporary Middle East, co-edited with J.A. Allan, (Routledge, 1993).